# Sōji Yoshikawa
Sōji Yoshikawa (吉川惣司, Yoshikawa Sōji), est un réalisateur, animateur et scénariste d’anime japonais né le 22 février 1947.
Il rejoint le studio Mushi Production fondé par Osamu Tezuka en 1963, répondant à une annonce de recrutement alors qu’il était encore lycéen et s’amusait à créer de petits courts métrages amateurs. Il anime ou réalise plusieurs œuvres du studio ; en 2013, Tezuka Productions lui propose d’adapter un manga de Tezuka pour les cinquante ans de la série emblématique Astro, le petit robot.
En 1978, il réalise la première adaptation au grand écran de la célèbre série Lupin III, intitulée Edgar de la Cambriole : Le Secret de Mamo.

## Filmographie sélective
- 1978 : Edgar de la Cambriole : Le Secret de Mamo (ルパンvs複製人間, Rupan vs Fukusei-ningen?)